# Magyarország a 2010-es fedett pályás atlétikai világbajnokságon
Magyarország a Dohában megrendezett 2010-es fedett pályás atlétikai világbajnokság egyik részt vevő nemzete volt. Az ország a versenyen három sportolóval képviseltette magát.

## Eredmények

### Férfi
| Versenyző   | Versenyszám | Előfutam | Előfutam | Előfutam | Elődöntő | Elődöntő | Elődöntő | Döntő | Döntő    |
| Versenyző   | Versenyszám | Idő      | Hely.    | Össz.    | Idő      | Hely.    | Össz.    | Idő   | Helyezés |
| ----------- | ----------- | -------- | -------- | -------- | -------- | -------- | -------- | ----- | -------- |
| Kiss Dániel | 60 m gát    | 7,65     | 2.       | 3.       | 7,64     | 4.       | 7.       | 7,81  | 8.       |

| Versenyző    | Versenyszám | Selejtező | Selejtező | Döntő    | Döntő    |
| Versenyző    | Versenyszám | Eredmény  | Helyezés  | Eredmény | Helyezés |
| ------------ | ----------- | --------- | --------- | -------- | -------- |
| Kürthy Lajos | Súlylökés   | 19,43 m   | 16.       | kiesett  | kiesett  |

### Női
| Versenyző    | Versenyszám | Selejtező | Selejtező | Döntő    | Döntő    |
| Versenyző    | Versenyszám | Eredmény  | Helyezés  | Eredmény | Helyezés |
| ------------ | ----------- | --------- | --------- | -------- | -------- |
| Márton Anita | Súlylökés   | 17,34 m   | 16.       | kiesett  | kiesett  |